# WASP-25 b
WASP-25 b – planeta pozasłoneczna typu gorący jowisz, znajdująca się w kierunku konstelacji Hydry w odległości około 550 lat świetlnych od Ziemi. Została odkryta w 2010 roku w ramach programu SuperWASP.
Planeta ta ma masę wynoszącą 0,58 masy Jowisza oraz promień większy o 26% od promienia Jowisza. Planeta ta obiega swoją gwiazdę z okresem wynoszącym około 3,76 dnia.
| Jowisz | WASP-25 b |
| ------ | --------- |
|        |           |